# Cerise Doucède
Cerise Doucède (née le 3 janvier 1987 à Toulon) est une photographe française.

## Biographie
Cerise Doucède remporte en 2013 le prix HSBC pour la photographie pour une série de portraits.